# Ron's Place
Ron's Place es un antiguo apartamento alquilado en 8 Silverdale Road en Oxton, Birkenhead, Merseyside, Inglaterra, que está catalogado como Grado II en reconocimiento al entorno visionario del arte marginal creado por su inquilino Ron Gittins entre 1986 y 2019.

## Ron Gittins
Ronald Geoffrey Gittins (1939-2019) fue un artista marginal. Nació en Birkenhead en 1939, uno de los tres hijos de James y Alice Gittins. Asistió brevemente a la Escuela de Arte Laird y también tuvo cierta formación teológica, pero trabajó como cortador experto en la industria gráfica, en el comercio minorista en Liverpool y como oficial de control de fábrica para un fabricante de electrodoméstico s en Bromborough. Era un músico talentoso, cantaba en la iglesia cuando era niño y más tarde «un brillante imitador de Buddy Holly», y también actuaba con grupos dramáticos aficionados locales. En un momento, como artista autónomo, fundó Minstrel Enterprises, una empresa que se presentaba a sí mismo como «The Minstrel».
Mientras vivía en la casa alquilada de sus padres, transformó su propio dormitorio al estilo de una villa romana. Cuando Gittins tenía 35 años, el Liverpool Echo presentó la decoración de su entonces casa en Beta Close, Bebington, en un artículo titulado Pictures of Pompeii Help Put Ron to Sleep («Imágenes de Pompeya ayudan a dormir a Ron») con una fotografía de las paredes y el techo de su dormitorio, pintadas con pintura romana. Escenas y emperadores.
Gittins vivió solo en 8 Silverdale Road, Oxton, desde 1986 hasta su muerte en septiembre de 2019. Las condiciones de su contrato de arrendamiento le permitían decorar la casa a su gusto, sin necesidad de solicitar el consentimiento previo del propietario. Durante los 33 años que vivió allí, decoró exhaustivamente todo el apartamento, incluidas las columnas exteriores junto a la puerta de entrada que fueron retiradas por el propietario antes de que pudieran ser rescatadas. Gittins estaba interesado en la historia y se inspiró en el antiguo Egipto, Grecia y Roma en sus decoraciones. El Liverpool Echo dijo que:

Era una imagen familiar en Oxton Village, donde caminaba por las calles vestido con una serie de trajes militares caseros, empujando un cochecito antiguo lleno de bolsas de cemento que usaba para construir sus gigantescas chimeneas.

## Descubrimiento y preservación
En enero de 2020, se descubrió que el apartamento de la planta baja anteriormente alquilado contenía una colección de arte marginal producido por Gittins y nunca antes visto. Incluye esculturas de un león y la cabeza del Minotauro, escenas submarinas y salas basadas en temas del antiguo Egipto y Grecia. Se lanzó un llamamiento de financiación colectiva para salvar la obra. La recaudación de fondos también contó con el apoyo del cantante de Pulp, Jarvis Cocker.
Las descripciones de las visitas al piso en 2021 fueron escritas por Denise Courcoux en The Double Negative, Matthew Hogarth en Bido Lito. y Cathy Ward en Brut Journal. El Wirral Arts and Culture Community Land Trust (WACCLT) se estableció en diciembre de 2021 como el primer fideicomiso de tierras comunitarias basado en las artes en el Reino Unido, con el objetivo de «salvar Ron's Place y crear un legado positivo y estimulante para Wirral y la comunidad más amplia».
La casa adosada que contiene el piso fue subastada el 1 de marzo de 2023 y fue comprada por WACCLT, con la ayuda de una donación del Muller Wimhurst Trust, para preservar las obras de arte.
En un artículo de la revista Epidemiology and Psychiatric Sciences, Lisa Slominski dice que «oscilando entre una subjetividad idiosincrásica y una oferta universal, el poder que se ejerce en Ron's Place es innegable».
En marzo de 2024, Historic England otorgó al apartamento de la planta baja el estatus de edificio catalogado de Grado II. La directora de The Twentieth Century Society, Catherine Croft, describió el edificio como «el primer ejemplo de arte outsider que figura en la lista a nivel nacional».

## Galería

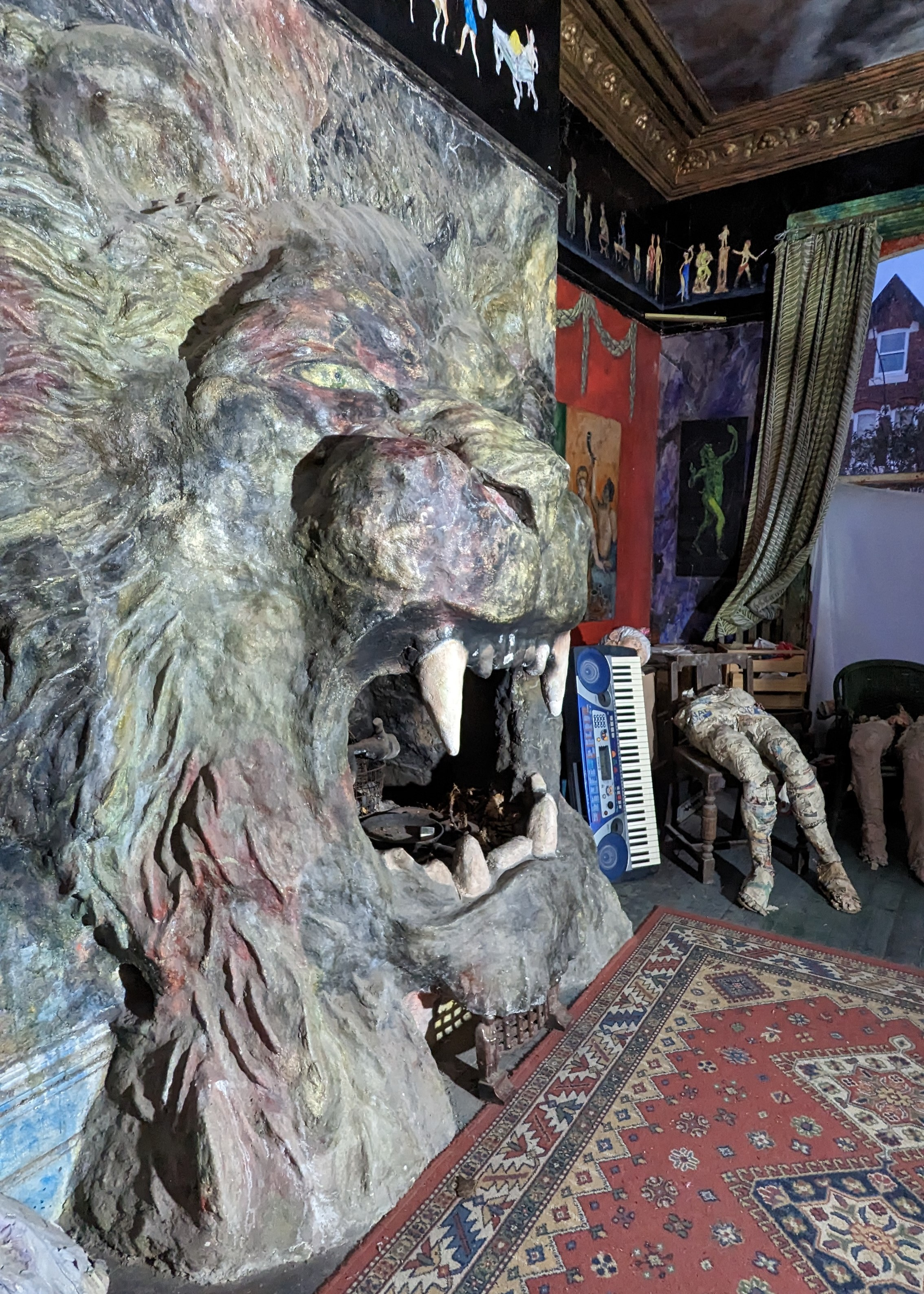
Chimenea cabeza de león
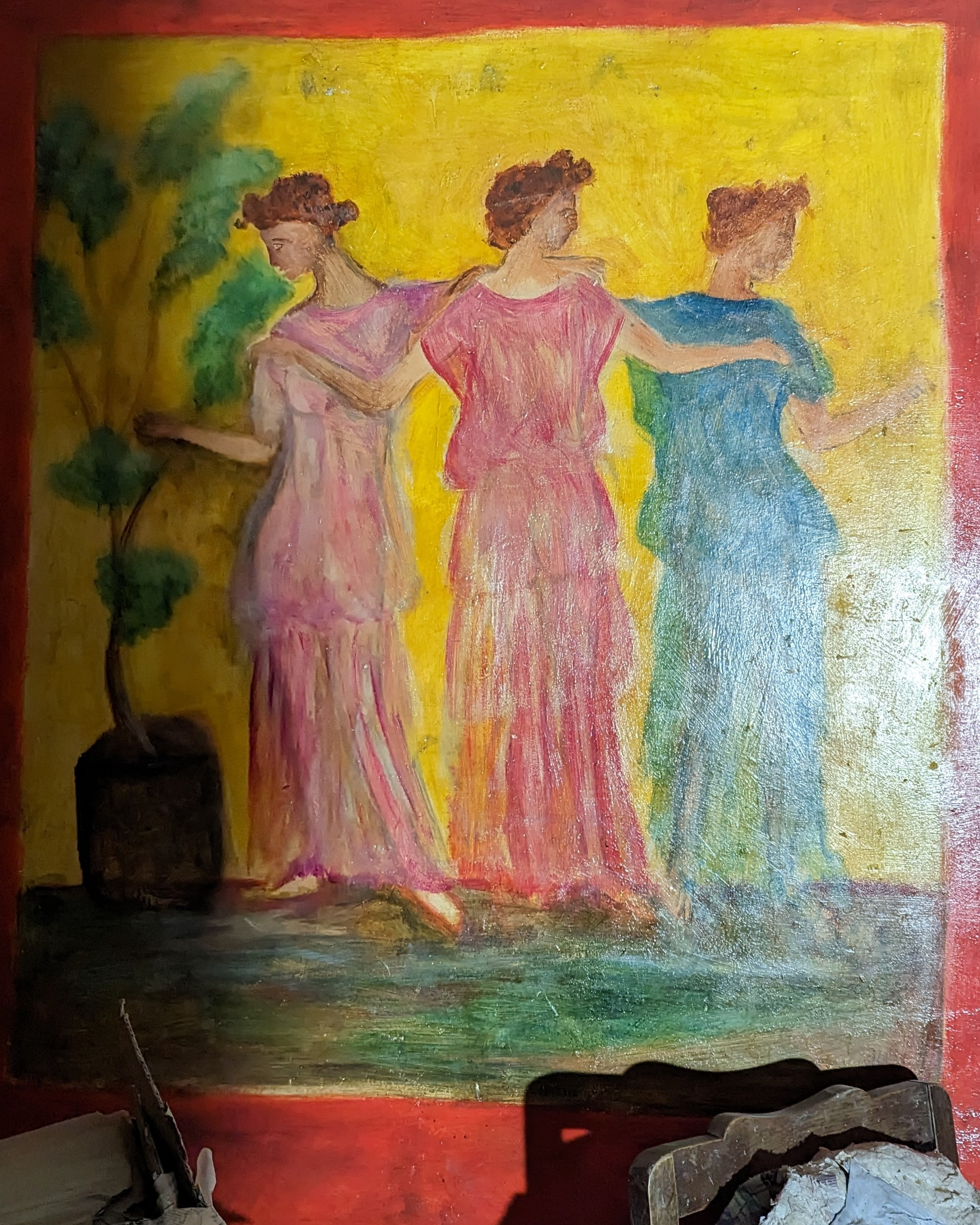
Pintura de tres mujeres en una pared.
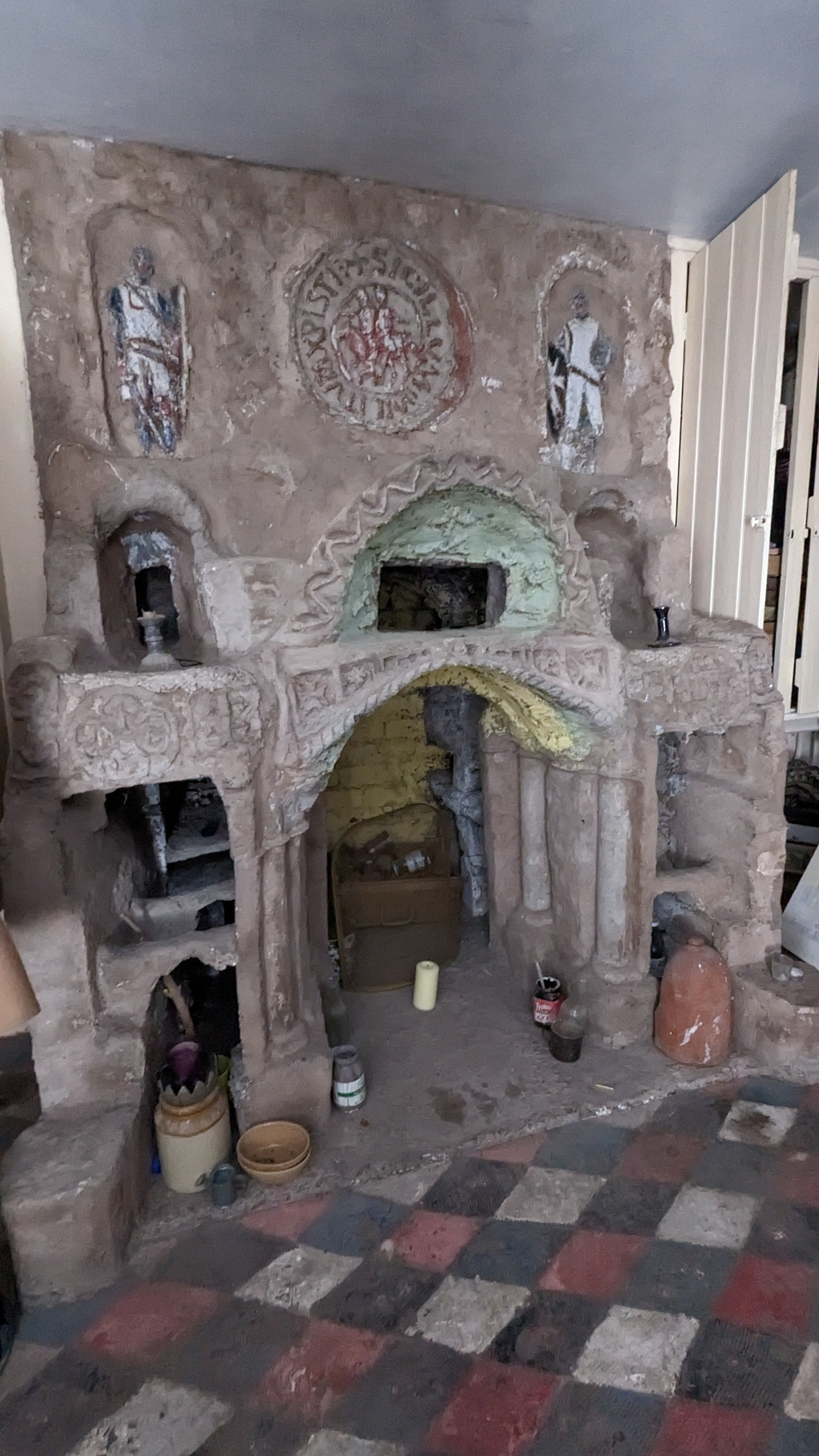
Chimenea adornada
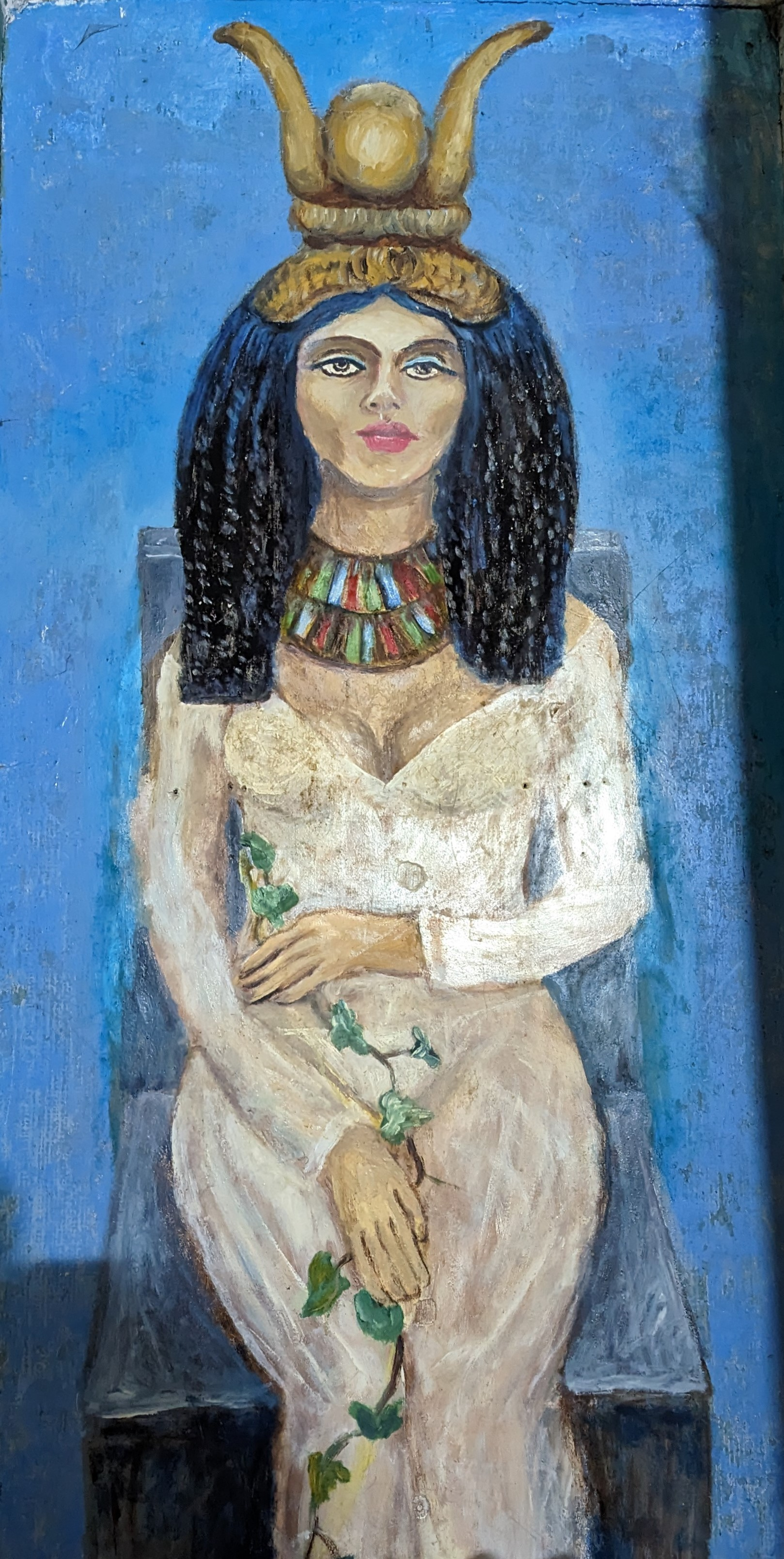
Pintura de mujer vestida de estilo.egipcio.
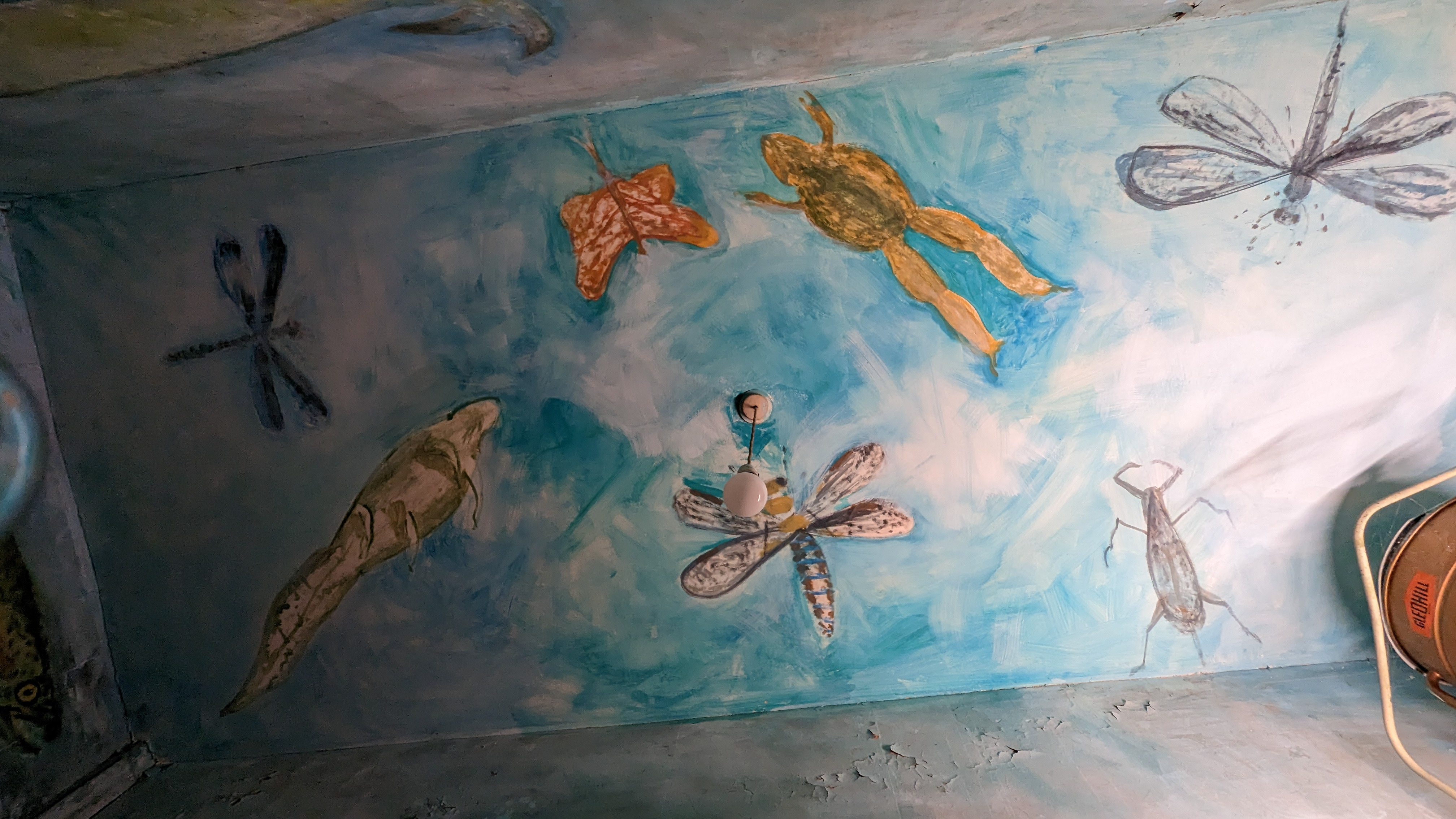
Techo del baño

## Lectura adicional
- Olesker, Max (13 de julio de 2023). «Ron's Place». Longreads. Essay